# Oração principal
A oração principal de uma frase é a parte que contém a informação principal e aquela que se liga a qualquer oração subordinada, ou seja, é completada por uma oração subordinada.
Oração principal é aquela que não tem sentido sem o complemento (oração subordinada).

## Exemplo
Ela pretendia sair assim que acabasse a prova.
- Ela pretendia sair: (oração principal)
- assim que acabasse a prova: (oração subordinada)